# Wesentliches Spektrum
Das wesentliche Spektrum oder essentielle Spektrum ist ein Objekt aus dem mathematischen Teilgebiet der Funktionalanalysis. Es wird in der Literatur nicht einheitlich definiert. Alle Definitionen haben jedoch gemein, dass das wesentliche Spektrum eine Teilmenge des Spektrums eines linearen Operators ist, bei dem Punkte, die als „gutartig“ angesehen werden, entfernt wurden.

## Definition
Eine mögliche Definition lautet:
Sei {\displaystyle A} ein linearer Operator auf einem Hilbertraum, dann besteht das wesentliche Spektrum {\displaystyle \sigma _{ess}(A)} von {\displaystyle A} aus allen {\displaystyle \lambda \in \mathbb {C} ,} für die {\displaystyle A-\lambda I} kein Fredholm-Operator ist. Es ist damit eine Verallgemeinerung des Eigenwertbegriffs.

## Eigenschaften
Das wesentliche Spektrum aus der obigen Definition ist invariant unter Störungen mit einem kompakten Operator {\displaystyle K.} Es gilt also 
{\displaystyle \sigma _{ess}(A)=\sigma _{ess}(A+K)}.
Für einen normalen Operator {\displaystyle A} auf einem Hilbertraum gehört {\displaystyle \lambda } genau dann zu {\displaystyle \sigma _{ess}(A)}, wenn {\displaystyle \lambda } kein isolierter Eigenwert endlicher Vielfachheit ist. Alternativ kann das wesentliche Spektrum auch als das gewöhnliche Spektrum des Bildes des Operators {\displaystyle A} in der Calkin-Algebra definiert werden.